# Le Vaud
Le Vaud (toponimo francese) è un comune svizzero di 1 265 abitanti del Canton Vaud, nel distretto di Nyon.

## Monumenti e luoghi d'interesse

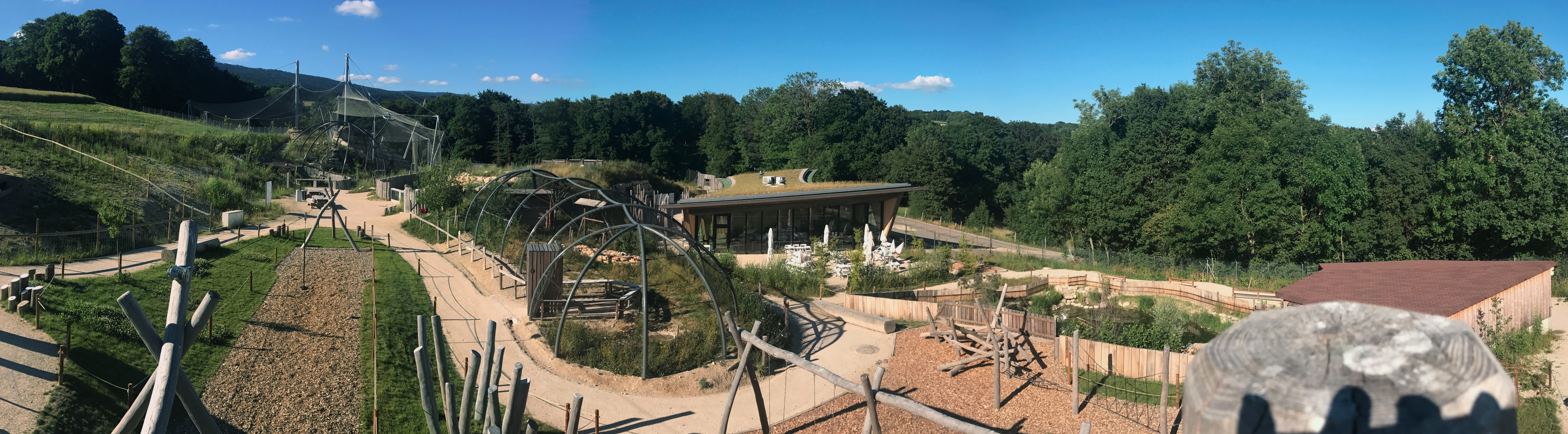
Lo zoo di La Garenne

- Zoo di La Garenne, aperto nel 1965[1].

## Società

### Evoluzione demografica
L'evoluzione demografica è riportata nella seguente tabella:
Abitanti censiti

## Amministrazione
Ogni famiglia originaria del luogo fa parte del cosiddetto comune patriziale e ha la responsabilità della manutenzione di ogni bene ricadente all'interno dei confini del comune.